# Radnice v Jílovém u Prahy

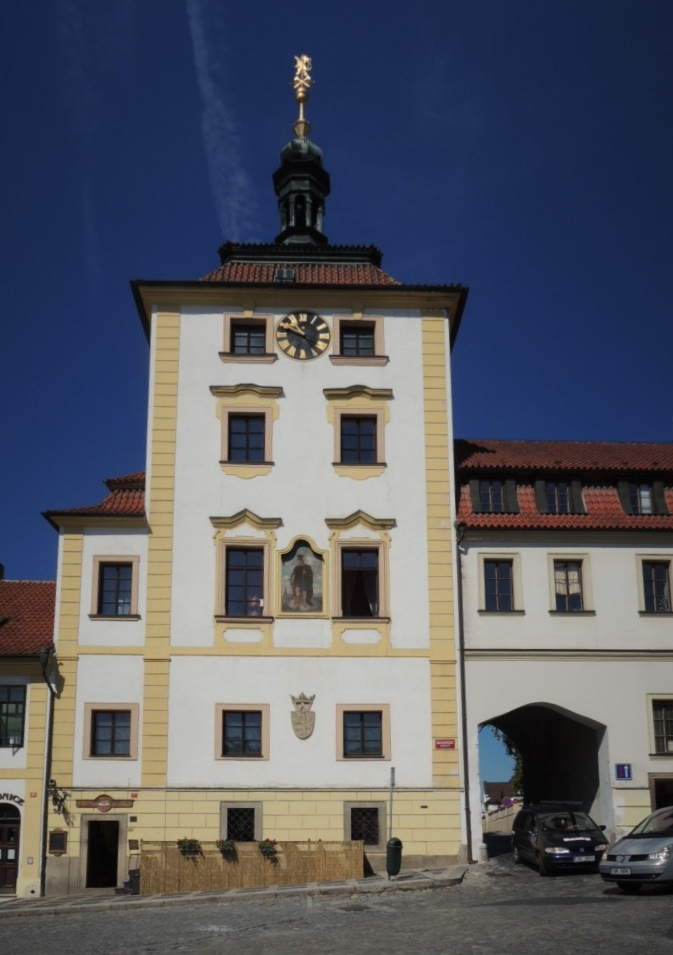
Detail radniční věže při pohledu z Masarykova náměstí

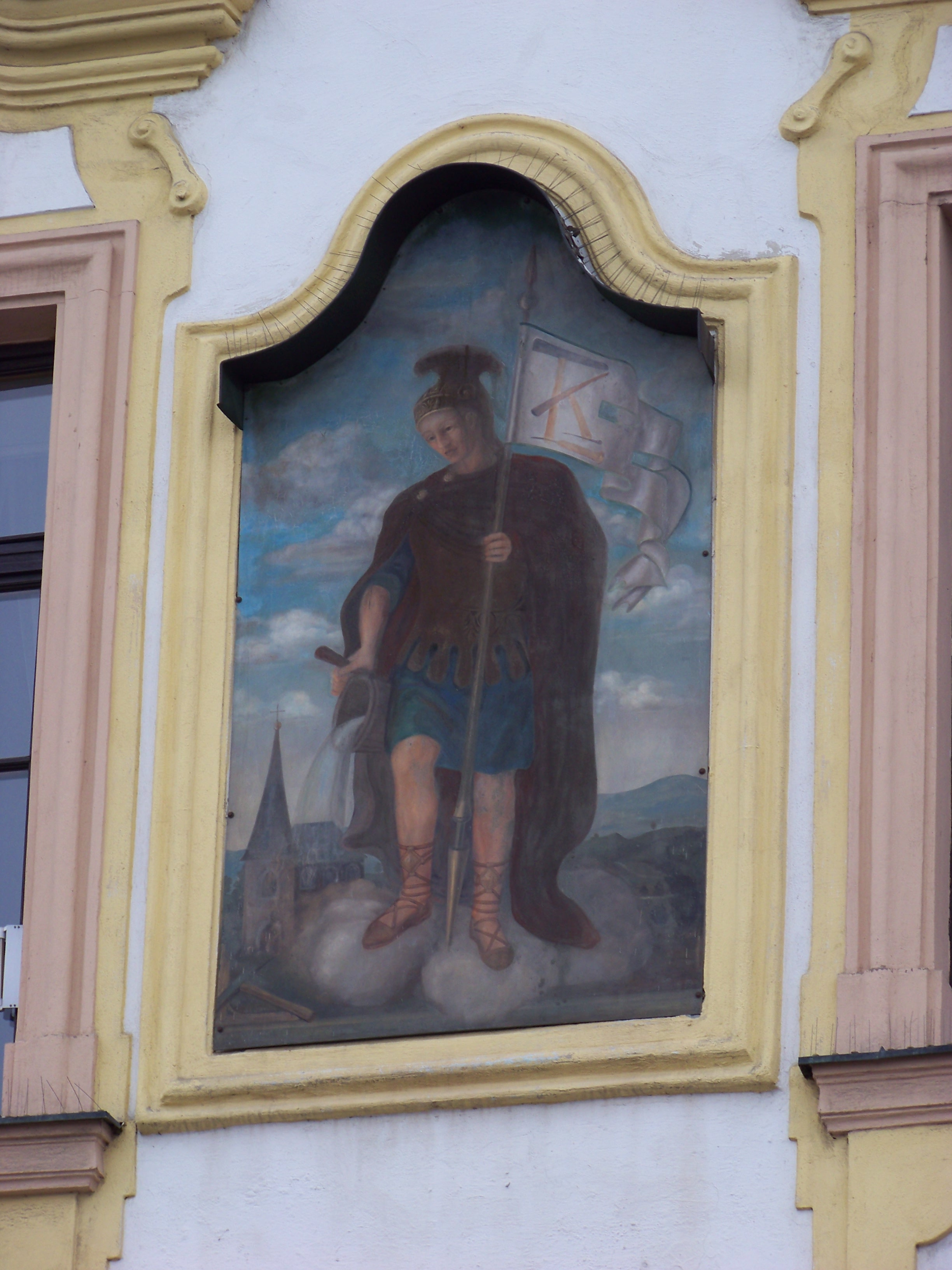
Obraz Svatého Floriána mezi okny v prvním patře radniční věže při pohledu z Masarykova náměstí

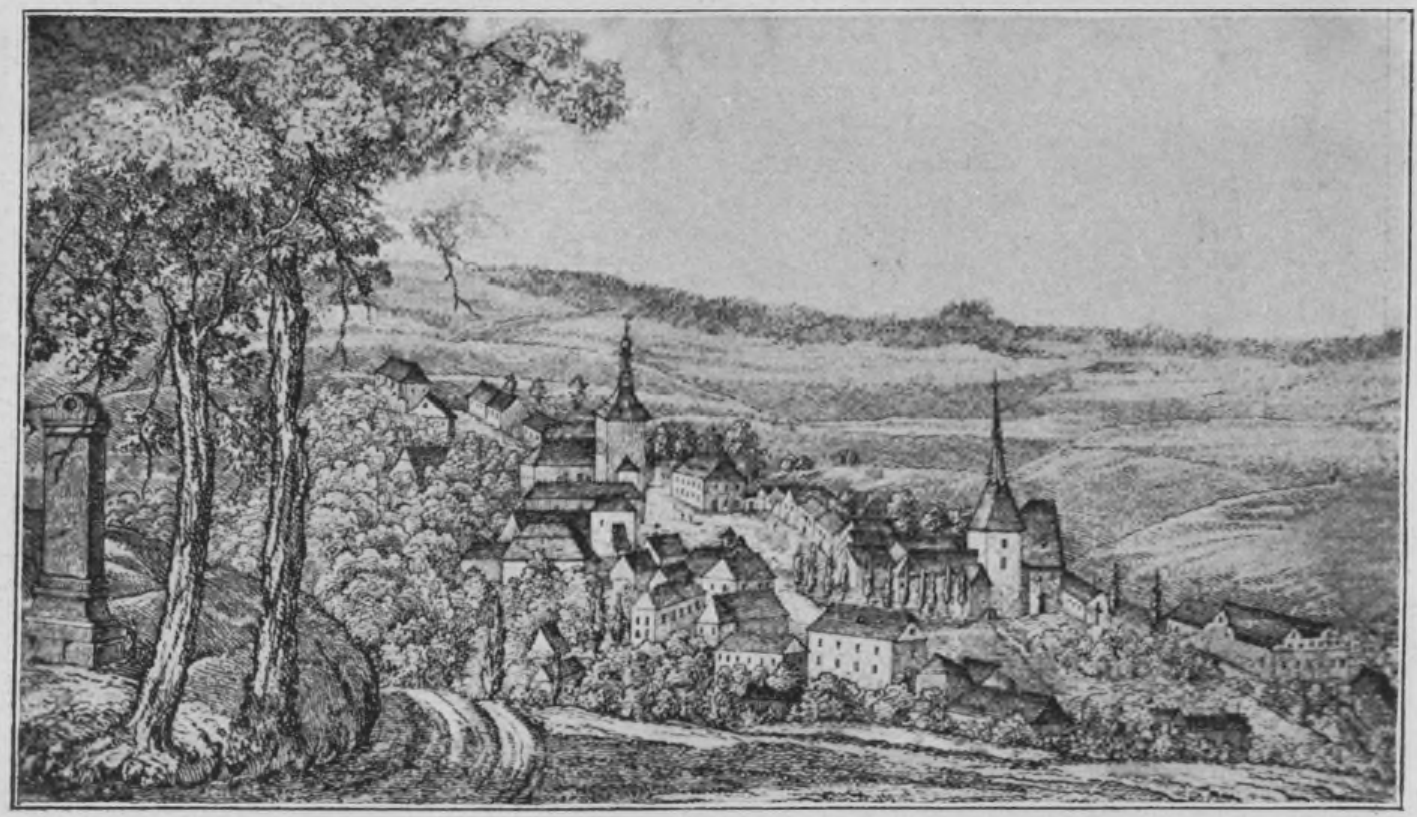
Pohled na Jílové u Prahy, rytina neznámého autora ze začátku 19. století, uprostřed rytiny zřetelná radniční věž

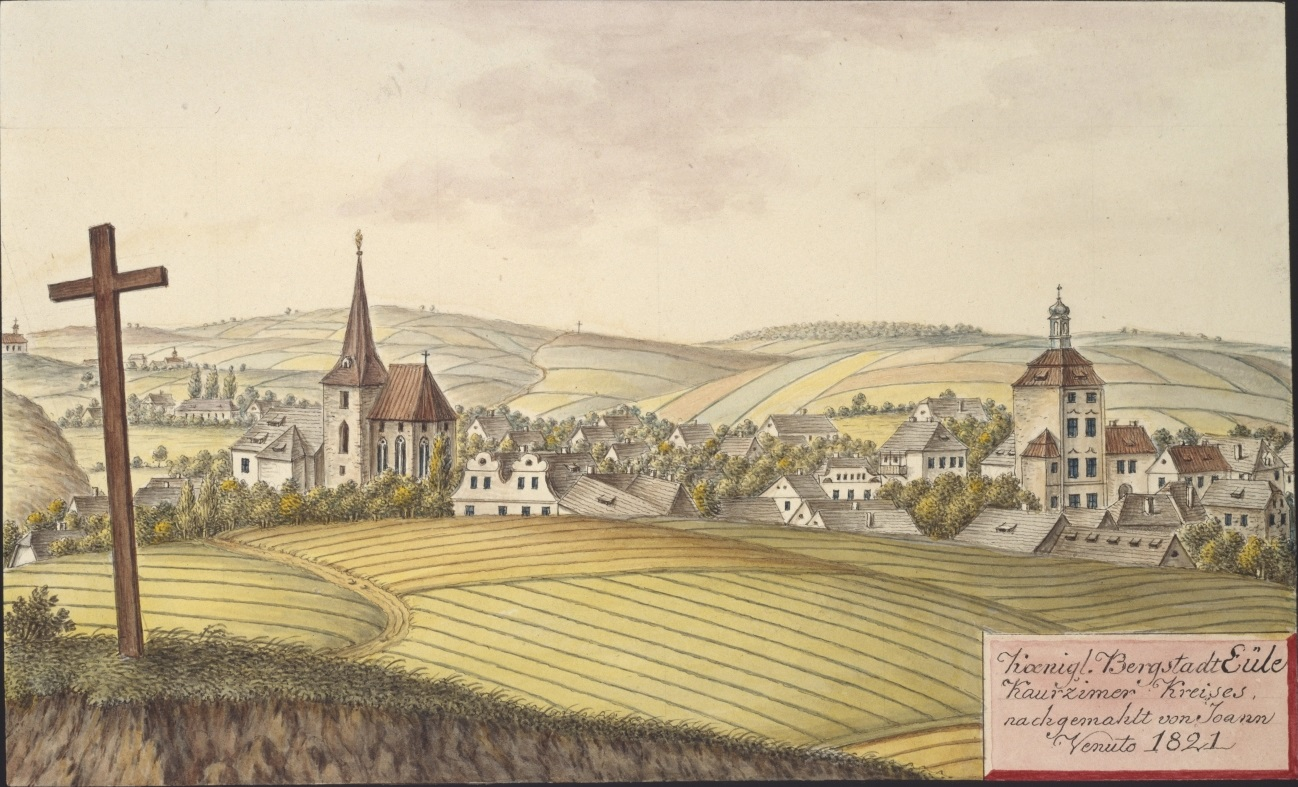
Jílové u Prahy na vedutě z roku 1821. Autor: Jan Antonín Venuto; (radnice s věží je zobrazena v pravé části)

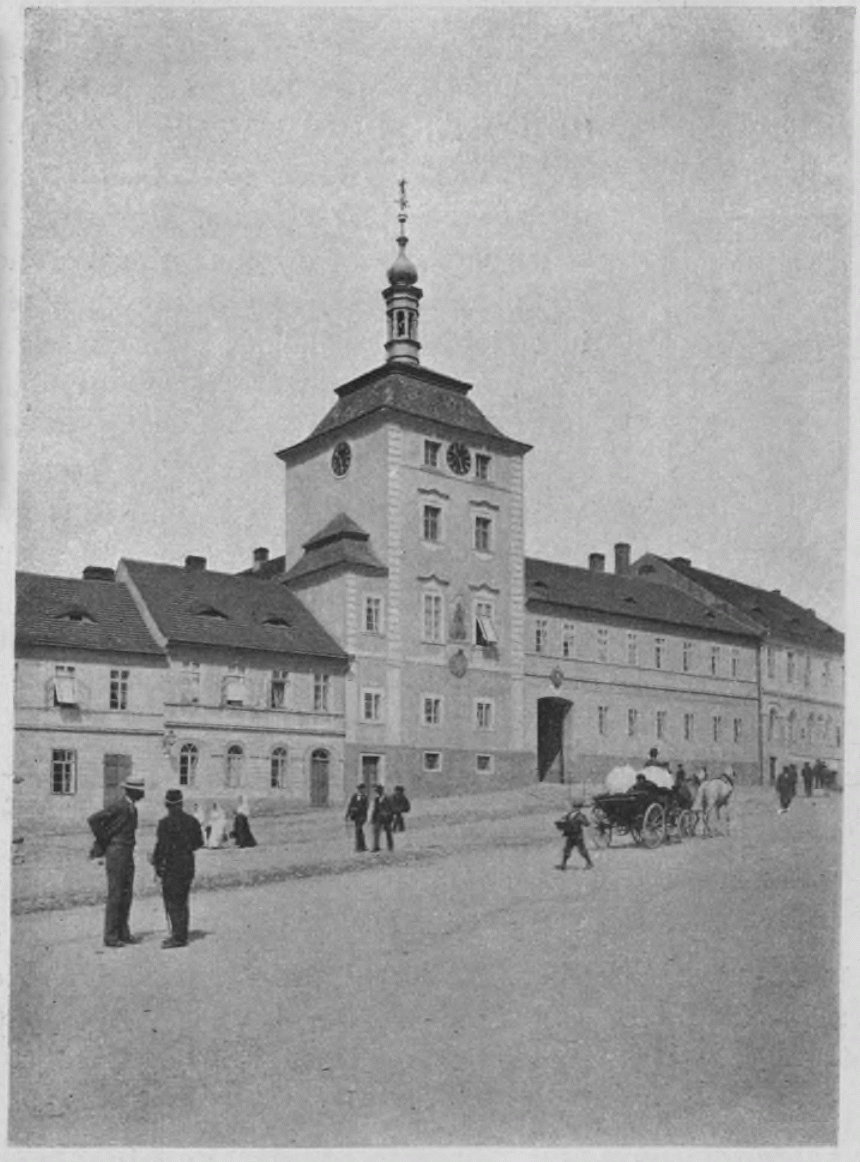
Pohled na radnici z náměstí na dobové fotografii kolem roku 1908.

Radnice v Jílovém u Prahy je reprezentativní, architektonicky a urbanisticky významná a charakteristická městská účelová budova s dominantní věží, vhodně zakomponovaná do Masarykova náměstí, kde sídlí městský úřad. Dle datování věžního zdiva se jedná v jádře o gotickou stavbu z konce 14. století, která v průběhu staletí prošla v několika etapách stavebními úpravami. (Významná byla barokní přestavba provedená J. Klementem, jež se uskutečnila v letech 1723 až 1724 a pak i novější úpravy z roku 1888.) Architektonicky se jedná o památkově chráněný objekt; předmětem ochrany je areál zahrnující radnici (Jílové u Prahy čp. 1) s věží (tzv. „dům věže“); soudní budovu a vymezené pozemky.

## Využití objektu
Do konce 17. století sloužil objekt jako měšťanský dům, pak to byla radnice, v období od roku 1948 do 90. let 20. století pak sídlo MěNV, nyní (2021) tento objekt slouží pro potřeby městského úřadu Jílové u Prahy.

## Historie
Jílové u Prahy disponovalo radnicí už v době, která spadá do období označovaném jako pozdní gotika. Radnice stála na místě domů č.p. 20 a č.p. 21. O renesanční radnici přišlo město (na dlouhou dobu) při požáru v roce 1636.
V době vrcholně středověké Prahy členové starého, mocného a bohatého patricijského pražského rodu (na Starém Městě) Velflovicové drželi ve svých rukou významné městské úřady. V průběhu 14. století se rozdělili do několika rodových větví a kromě vlivných funkcí a nemovitostí v Praze získali do vlastnictví také četné venkovské statky v blízkém okolí Prahy. A byli to právě Velflovicové, kdo ve 14. století založili věžovou tvrz na náměstí v Jílovém u Prahy, aby zde nejspíše mohla fungovat rychta.
Objekt v roce 1686 zakoupil (spolu s ostatními budovami bývalého Beníkovského panství) baron z Engelflussu. Vleklé spory nového vlastníka nemovitosti se zástupci města ukončil až odkup celého jeho majetku tehdejším primátorem města (pražským měšťanem) Ignácem Ferdinandem Schönpflugem (z Gamsenbergu).v A byl to právě on, kdo věž daroval obci za účelem vybudování radnice.
Nezastřešená věž v havarijním stavu byla urychleně opravena a v roce 1708 rozhodli jílovští radní o dostavbě horního patra, kde měla být zbudována radní síň. V roce 1712 usnesení podruhé zopakovali a v roce 1724 již byla radnice v novější podobě dokončena. (Z tohoto roku také pochází radniční průčelí.)
Dalších úprav se radnice dočkala v roce 1854, kdy byla k radniční věži přistavena vedlejší budova a v roce 1855 vězení.
Po sametové revoluci, počátkem 90. let dvacátého století, došlo (za finanční pomoci státu z Programu regenerace městských památkových zón) k rozsáhlé rekonstrukci celého radničního komplexu. Poslední část této obnovy (budova vězení) radnice byla skončena v roce 1997.

## Popis
Radnice v Jílovém u Prahy je zděná omítaná jednopatrová budova se dvěma křídly postavená na půdorysu písmene „L“ nacházející se na severozápadní straně Masarykova náměstí. Budova na své severní a jižní straně navazuje na průběžnou frontu ostatních domů nacházejících se na jílovském náměstí. Radnice je postavena ve svažitém terénu, jehož vliv (patrný hlavně v radniční části objektu) je eliminován zvýšeným přízemím a suterénem. V místě styku západního a jižního křídla (na severovýchodním nároží objektu) se nachází trojpatrová hranolová věž. Dům je rozdělen (co se týče funkce) na dvě části: „radniční“ a „soudní“. K „radniční“ části náleží jižní křídlo (s věží) vystavěné na hloubkové parcele. „Soudní“ křídlo (s průjezdem pro silnici a průchodem pro pěší) je obrácené směrem do náměstí.

### Věž

#### Věžní okna do náměstí
Trojpatrová hranolová věž má dvě svislé okenní osy. Obdélná věžní okna směřující do náměstí jsou v každém patře jinak ozdobena: 
- V přízemí věže je mezi oběma okny (rámovanými jen jednoduchými šambránami[1]) osazen kamenný český erb ve své horní části zakončený písmenem „W“ a korunou.[4]
- Věži opticky dominuje pár oken prvního patra. Zmíněná okna jsou v čelní fasádě věže největší. Jsou orámována kamennými profilovanými šambránami s parapetními římsami, výplněmi s vpadlými poli a ozdobnými suprafenestrami s rovnou, trojúhelníkem proloženou profilovanou[1] římsou.[4] Mezi těmito výraznými věžními okny se nachází obdélníkové pole lemované štukovým rámem[1] (profilem), který je na své horní straně završen obloukem.[pozn. 4] Uvnitř pole je malba Svatého Floriána.[4]
- Okna druhého věžního patra mají kamenné pásové šambrány s lištami, parapetními římsami, štukovou čabrakou, ušima a ozdobnými suprafenestrami s rovnou, segmentem proloženou profilovanou[1] římsou.[4]
- Okna nejvyššího (třetího) patra (orámovaná jen jednoduchými šambránami[1]) těsně pod střechou věže jsou ozdobena kamennými pásovými šambránami s lištami, jsou vybavena parapetními římsami a na svém vrcholu pak doplněna výraznými klenáky.[4] Mezi těmito okny 3. patra věže je osazen nápadný kulatý černý hodinový ciferník[1] po obvodě opatřený výraznými zlacenými římskými ciframi.[4]

#### Věžní hodiny
Ciferníky hodin jsou „prokopírovány“ i do zbývajících tří stran hranolové věže. Ostatní fasády věže, které nesměřují na náměstí, jsou bez oken. Jediným jejich zdobným prvkem jsou rustikované lizény, které jsou mírně odsazeny od věžních nároží.

#### Střecha radniční věže
Radniční věž je kryta mansardovou prejzovou střechou s okosenými nárožími, jež jsou rovněž kryty prejzy. Střecha radniční věže pokračuje ve svém středu plechovou vížkou (kruhového průřezu) s lucernou (zvonkem) a cibulovitou bání, makovicí a ozdobným křížkem. Povětrnostně namáhané části vížky jsou kryty mědí.

#### Věžní přístavba
K radniční věži byla na její jižní straně „přistavena“ jednopatrová „věžní přístavba“. Ta disponuje jenom jednou okenní osou, je kryta prejzovou mansardovou střechou a její nároží je rovněž (obdobně jako celá radniční věž) ozdobeno lizény, respektive v omítce naznačeným nárožním bosováním.

### Radniční křídlo
Směrem do náměstí má fasáda radničního křídla tři svislé okenní osy. Další okenní osa, jež se přimyká k věžní přístavbě, má v přízemí namísto okna vstupní dveře s kulatou horní hranou. Zbylá trojice oken v přízemí radničního křídla je rovněž ve svých horních hranách kulatě zakončena. Okna v patře jsou oproti těm v přízemí stroze obdélná. Veškerá okna mají kamenné ostění a jsou orámována jednoduchými nevýraznými pásovými šambránami. Fasáda radničního křídla nese členící, zdůrazňující a ozdobné prvky, jimiž jsou:
- kamenný sokl,
- suterén s pásovou rustikou,
- rustikované lizény odsazené od nároží,
- kordónová římsa mezi přízemím a patrem a
- korunní římsy.[4]

Křídlo je kryto sedlovou střechou.

### Soudní křídlo

#### Směrem do náměstí
Fasáda soudního křídla má celkem osm pravidelně rozmístěných svislých okenních os. Dvě krajní osy přimykající se k radniční věži mají v přízemí místo oken silniční průjezd. Třetí svislá okenní osa (počítáno směrem od věže radnice) je v suterénním vysokém soklu „přerušena“ průchodem pro pěší. Jinak je fasáda soudního křídla objektu členěna nápadně vysokým soklem s kvádrovou rustikou, přízemí a patro horizontálně zdobí profilovaná kordónová římsa a v podstřeší křídla se pak nachází korunní římsa. Okna soudního křídla jsou ozdobena jednoduchými pásovými šambránami s lištami a mají úzké parapetní římsy. Ve vikýřích v mansardové střeše jsou ve všech osmi okenních osách menší obdélná okna krytá prejzy.

#### Směrem do dvora
Fasáda soudního křídla směrem „do dvora“ má jen sedm svislých okenních os. Okna jsou částečně nepravidelně rozmístěna, v přízemí se nacházejí dva portálky s nadsvětlíky. Ty jsou přístupné po předloženém schodišti a rampě. Okna v prvním patře jsou opět vybavena jednoduchými pásovými šambránami s lištami, ale postrádají parapetní římsy. Ve vikýřích v mansardové střeše jsou ve všech sedmi okenních osách menší obdélná okna krytá prejzy. Křídlo je kryto sedlovou střechou  s mansardou. 

#### Silniční průjezd
Vysoký portál silničního průjezdu v soudním křídle objektu je ze strany k náměstí klenutý mírně lomeným lancetovým obloukem. Na opačné (dvorní) straně (vzdálené od náměstí) je portál silničního průjezdu sklenutý již jen prostým půlkruhovým obloukem.

#### Průchod pro pěší
Paralelně s vozovkou vedoucí silničním průjezdem vede i osa průchodu určeného pro chodce, který je zakomponován ve vysokém soklu soudního křídla objektu. Z radniční strany i ze strany opačné (dvorní) je průchod pro pěší vybaven nižším obdélným portálkem nad kterým je umístěno malé přízemní okno v jeho nadpraží.[zdroj?]

### Dvorní křídlo
Jako dvorní je označováno křídlo radničního objektu, které vybíhá západním směrem souběžně s osou silnice, jež prochází silničním průjezdem umístěným v soudním křídle radnice. Fasády dvorního křídla nejsou zdobné a kromě jednoduchého soklu ani nikterak členěné. Jejich strohost ostře kontrastuje s fasádami obrácenými do náměstí. Všechna okna jsou vertikálně protáhle obdélná bez parapetů a jakéhokoliv orámování. Trojúhelný západní štít dvorního křídla má hladkou omítku. Toto dvorní křídlo je kryto sedlovou střechou s volskými oky. Jako střešní krytina je použita římská betonová probarvená taška.

Radniční komplex v Jílovém u Prahy (dvorská strana)
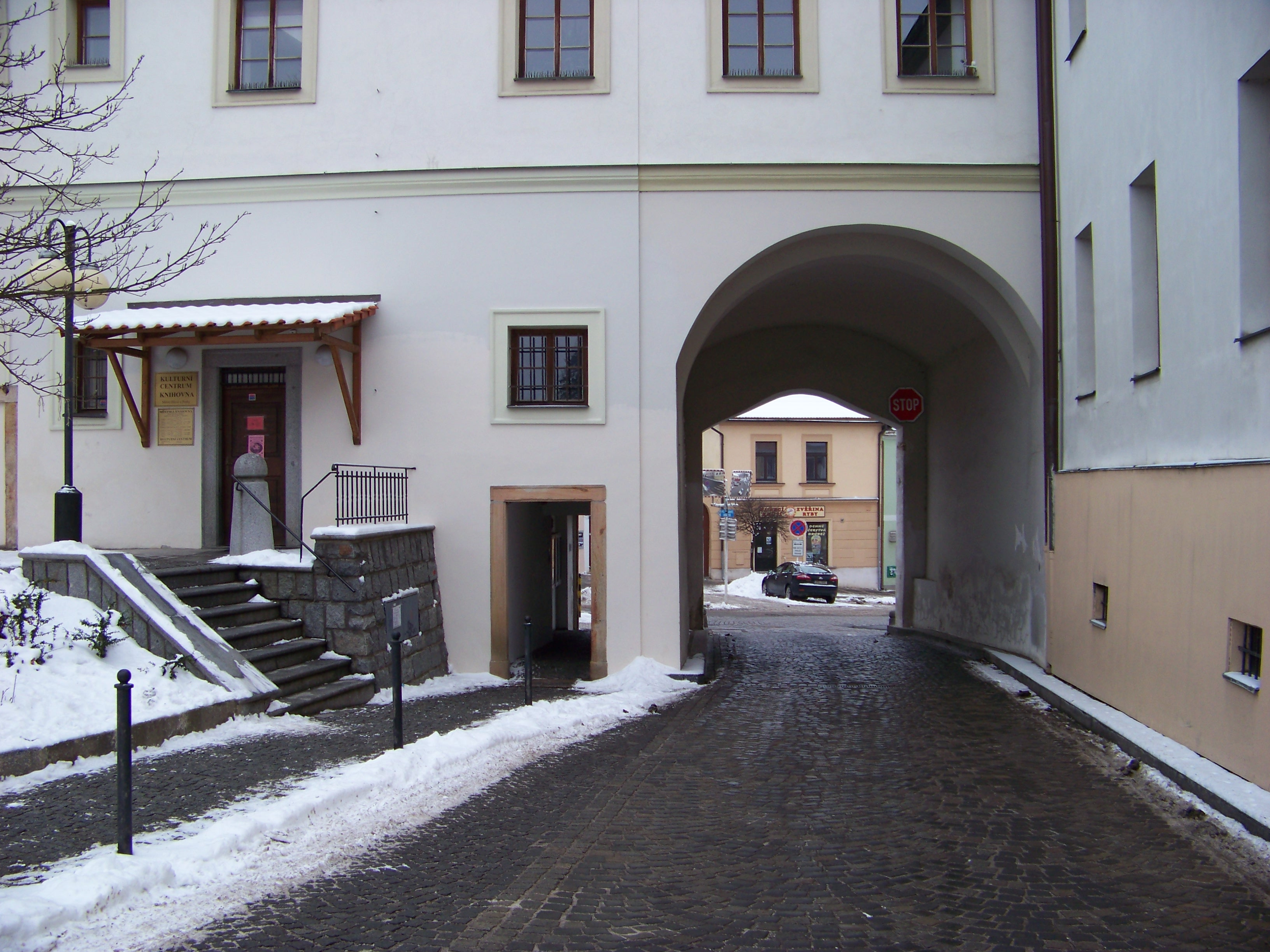
Detailní pohled na silniční průjezd a průchod pro pěší
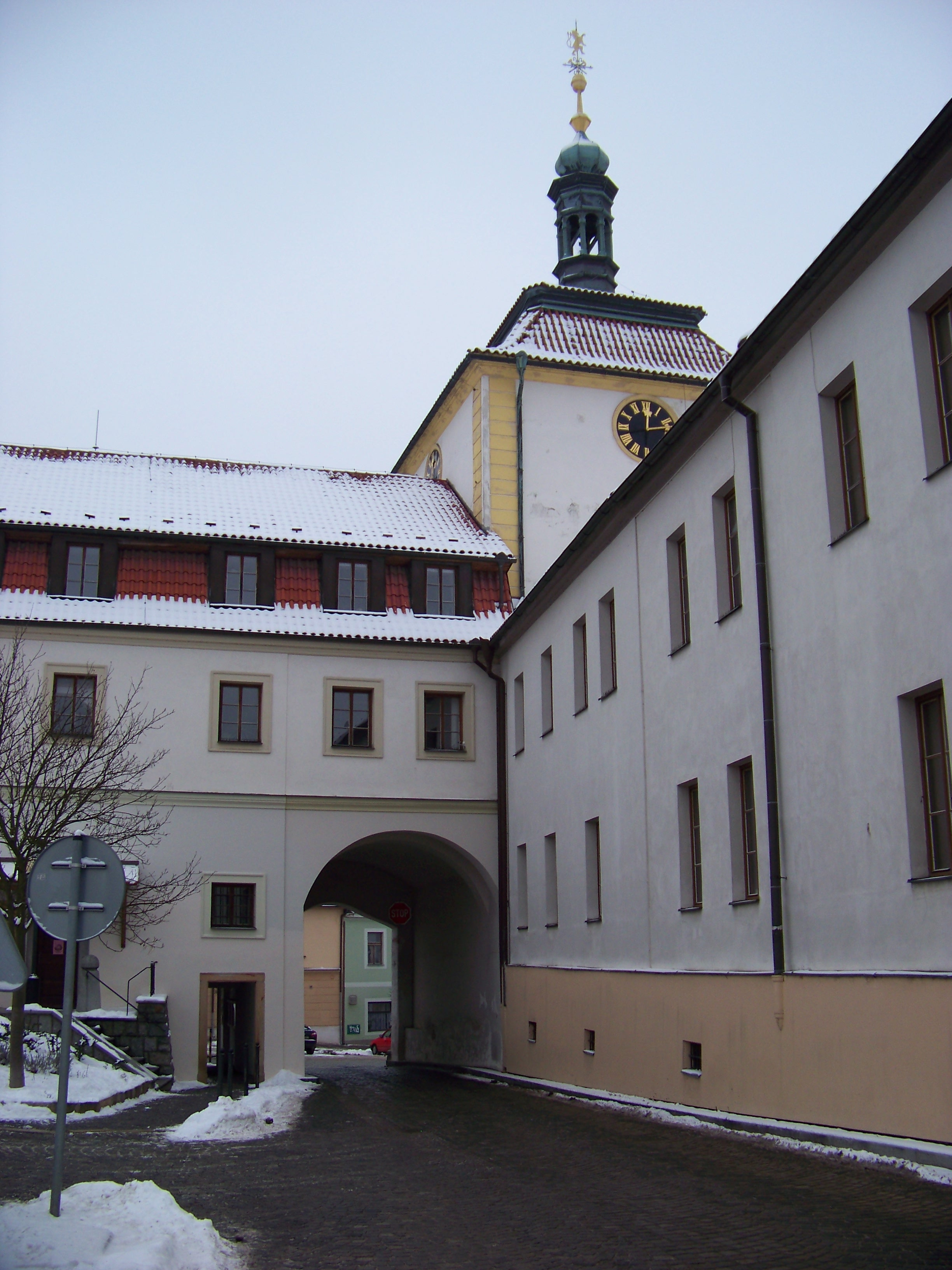
Vpravo dvorské křídlo radnice
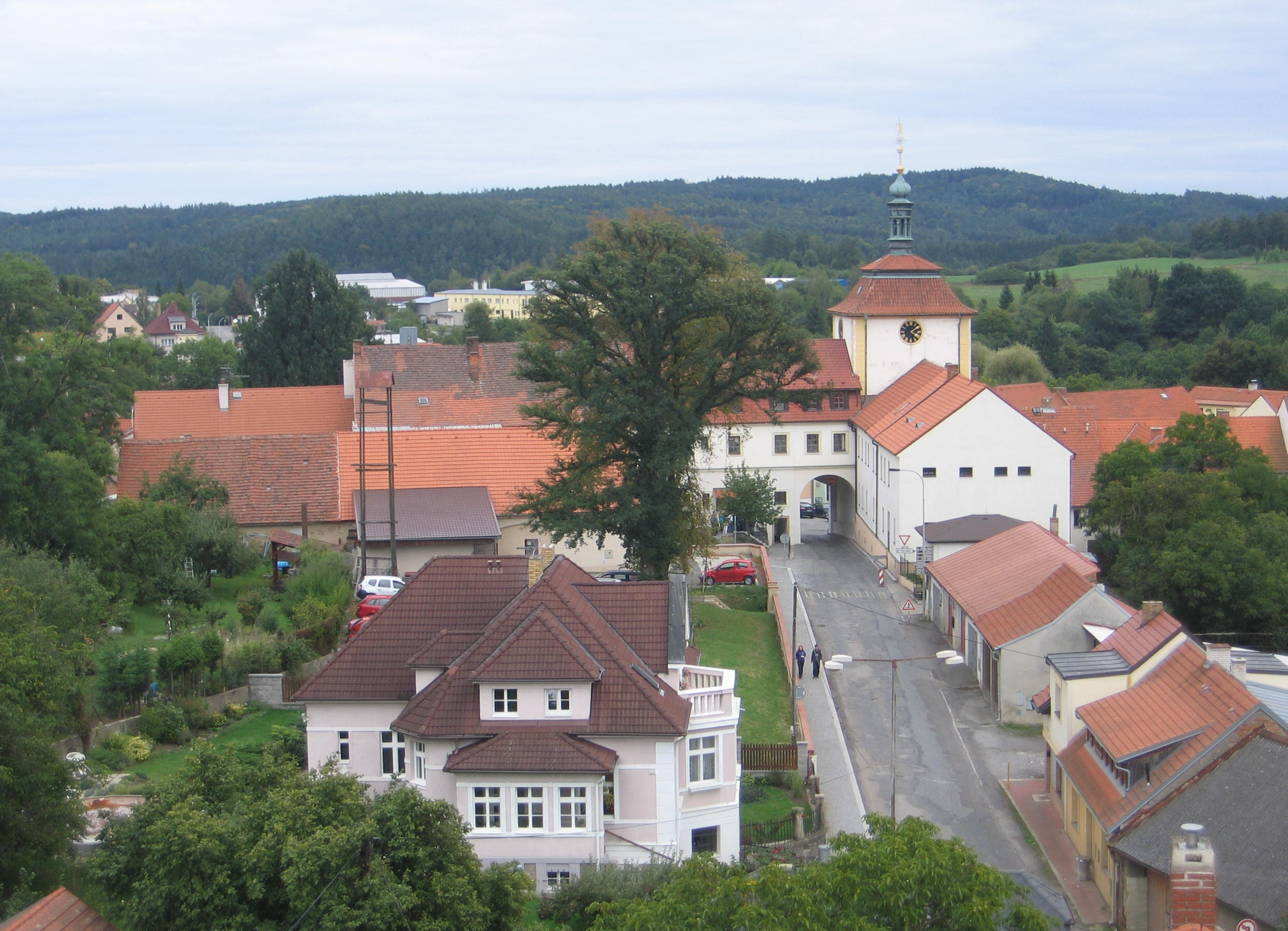
Celkový pohled na radniční komplex od západní strany